# Wohnhaus An der Schleuse 3

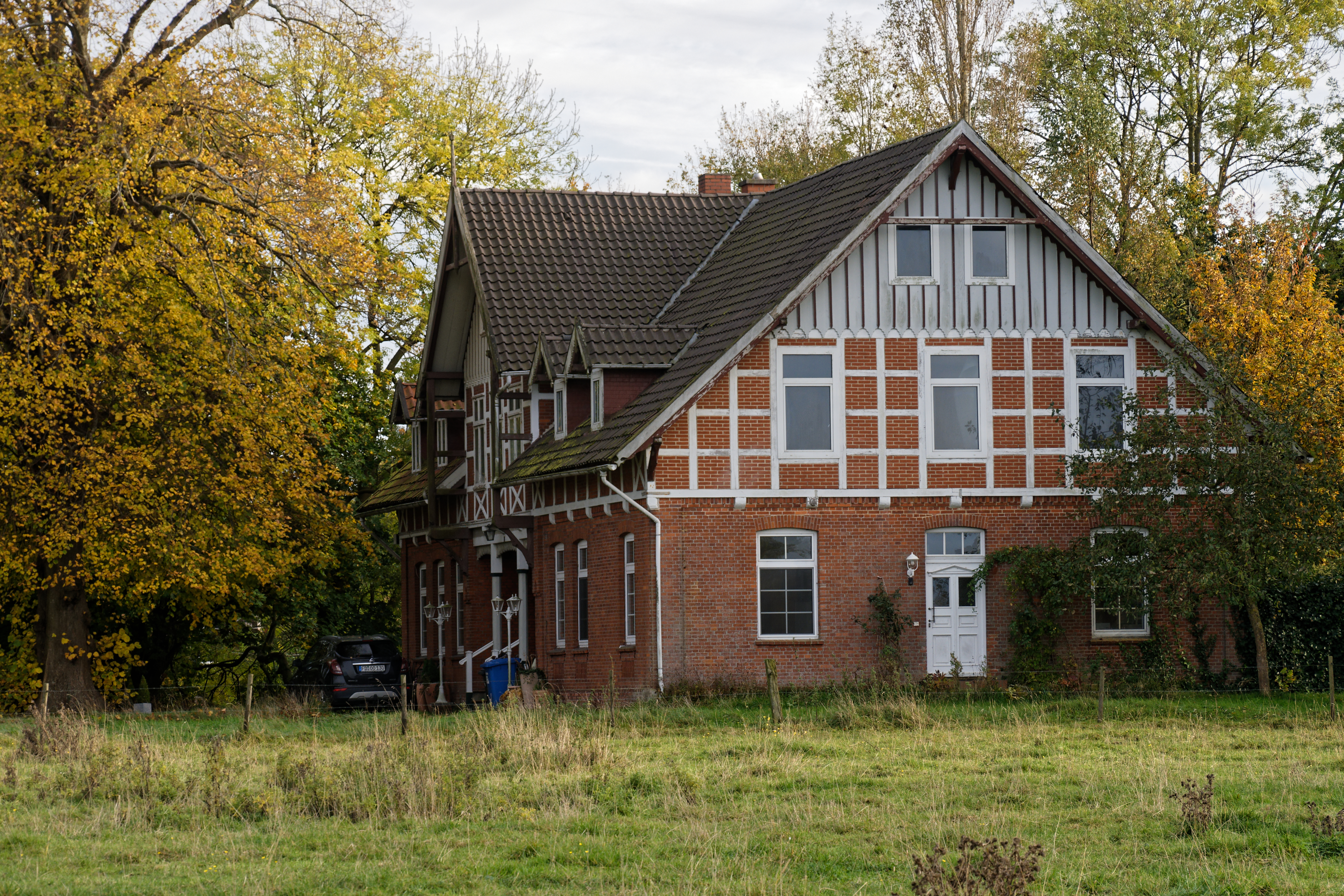
Wohnhaus An der Schleuse 3

Das Wohnhaus An der Schleuse 3 auf der Insel zwischen den beiden Auearmen in der niedersächsischen Samtgemeinde Land Hadeln, Gemeinde Neuhaus, im Landkreis Cuxhaven, stammt aus der zweiten Hälfte des 19. Jahrhunderts. Aktuell (2024) wird es als Wohnhaus genutzt.
Das Gebäude steht unter Denkmalschutz (siehe auch Liste der Baudenkmale in Neuhaus (Oste)).

## Geschichte und Beschreibung
Die Besiedelung fand um 1000 nach Christus auf den Wurten rund um die Aue, Oste und Elbe statt.
Das eingeschossige Gebäude in Backstein mit ziegelgedecktem Satteldach auf Drempel mit Fachwerk stammt von 1885 (Inschrift). Prägend ist das dreiachsige nördliche Dachhaus in Fachwerk mit Steinausfachungen und Andreaskreuzen sowie darunter mit dem zurückspringenden Eingang. Beide Giebelfelder in Fachwerk haben im oberen Dreieck regionaltypische senkrechte Verbretterungen. Das Haus steht auf einem großzügigen Gartengrundstück, welches straßenseitig von einer Toranlage gefasst wird.
Das Landesdenkmalamt befand u. a.: „… orts- und landschaftsbildprägend am nördlichen Ortseingang von Neuhaus …“